# 火線交錯
是一部於2006年上映的劇情電影，由墨西哥導演阿利安卓·崗札雷·伊納利圖執導，吉勒莫·亞瑞格編劇，以多線劇情完成導演阿利安卓包括《愛情像母狗》和《靈魂的重量》在內三部電影的「死亡三部曲」。
《火線交錯》是以四段分別發生在摩洛哥、日本、墨西哥和美國的劇情交織而成，由法國、墨西哥和美國跨國聯合製作，2006年5月23日在第59屆坎城影展舉行全球首映，隨後在多倫多國際影展與薩格勒布影展公開放映。2006年10月27日在美國部份城市上映。台灣於2006年12月22日上映，香港於2007年1月12日上映，中國大陸於2007年3月13日上映。本片獲得奧斯卡金像獎七項提名，其中包括最佳影片和最佳導演，最終獲得最佳配樂獎。
日本於2007年4月28日上映，由於至少有15名觀眾投訴其中一段夜總會場景的片段閃光不斷，維時約一分鐘，感到頭暈，發行商在全國300間戲院，貼出警告告示。

## 劇情概要
摩洛哥篇

一對摩洛哥少年從父親手上接過步槍，父親讓他們牧羊時用來嚇阻胡狼，他們卻為了好玩對著遊覽車試槍，子彈直直破窗而入，射中一名觀光的美國少婦。少婦與丈夫的婚姻正陷入低潮，想借着出國旅遊為兩人的感情回溫，沒想到在前不着村後不着店的荒涼山路上受了重傷，遊覽車緊急開往最近的村落，心急如焚的丈夫苦等不著救護車的來到，他總算知道妻子對自己有多麼的重要。另一方面，摩洛哥兄弟闖下彌天大禍，哥哥還揭穿弟弟偷看姊姊更衣的醜事，失望的父親只好帶著兩個兒子離開家園躲避警察的追捕。導演阿利安卓表示：「從外表看，他們就像一對在沙漠中迷失的夫妻，而實際上，他們是一對在孤寂中找到彼此的迷失夫妻。摩洛哥小孩的故事不只是警察追捕男孩的悲劇，更意味著在一個高度講究精神層面的穆斯林家庭裡的道德瓦解。」

加州／墨西哥篇

一位在加州打工的墨西哥籍褓姆在兒子婚禮前夕，接到遠在摩洛哥旅遊的老闆電話，要求她無論如何明天不可請假，褓姆只好帶著老闆的兩個小孩一起到墨西哥參加婚禮，回程途中，酒後開車的姪子不耐國界警察盤查，加速闖關，並把褓姆跟兩個小孩丟在夜半的沙漠中自己逃命，天亮後褓姆不分東南西北，在千鈞一髮之際警察終於找到小孩。

日本篇

一名母親自殺身亡的聽障少女，在同儕間尋找認同，她痛恨自己的殘疾被別人嘲笑，她用大膽的行徑進行反擊，她向暗戀的帥哥警員獻身，意圖用身體交換關懷，最後哭倒在嚇傻了的警員懷裡。導演阿利安卓表示：「溝通不只是說說而已，同時也是肉體上的反應，以千惠子這個日本少女的例子來說，除了缺乏母愛，還受苦於無法言語，當聲音無法作為表達時，身體成為工具，用來當作武器或是邀請。」

## 角色介紹
摩洛哥篇
- 理查·瓊斯（Richard Jones），布萊德·彼特飾演，美國觀光客，試圖藉由這趟旅行挽救婚姻。
- 蘇珊·瓊斯（Susan Jones），凱特·布蘭琪飾演，美國觀光客，理查的妻子，坐在遊覽車上不幸遭到槍擊。
- 尤瑟夫（Yussef），伯卜克·艾爾·卡德（Boubker Ait El Caid）飾演，摩洛哥牧羊兄弟檔中的弟弟，槍法神準，偷看姊姊更衣，試槍打中蘇珊，闖下一連串彌天大禍。
- 阿默德（Ahmed），薩伊德·塔帢尼（Saïd Tarchani）飾演，摩洛哥牧羊兄弟檔中的哥哥。

加州／墨西哥篇
- 亞美妮雅（Amelia），安芝安娜·芭拉莎（英语：Adriana Barraza）飾演，墨西哥籍褓姆，遠行摩洛哥的小孩父母要求她在兒子結婚這天仍要照顧小孩，她只好帶著兩個小孩到墨西哥參加婚禮。
- 聖地牙哥（Santiago），蓋爾·嘉西亞·貝納（Gael García Bernal）飾演，亞美妮雅的姪子，婚宴結束後載著姑媽小孩一行人，酒醉駕車，擅闖邊界。

日本篇
- 綿矢千惠子，菊地凜子飾演，聽障少女，自幼母親自殺身亡，渴望旁人關愛。
- 綿矢安二郎，役所廣司飾演，千惠子的父親，到摩洛哥打獵時把獵槍送給了當地導遊。
- 間宮謙治警官，二階堂智（日语：二階堂智）飾演，受上司指示，調查摩洛哥槍擊案的槍枝來源。

## 幕後花絮
《火線交錯》的2500萬美元預算來自各方投資，以派拉蒙優勢（Paramount Vantage）作為統籌，派拉蒙優勢電影公司是派拉蒙集團收購夢工廠後重組成立的新公司，《火線交錯》是該公司的創業作，2005年5月開始拍攝，歷時一年。

導演阿利安卓·崗札雷·伊納利圖為本片命名時，準備過許多不同的片名，最終以《聖經》創世記第11章中的定名，「讓本片的隱喻更有意義」，阿利安卓認為拍攝《通天塔》的過程有如建築一座巴別塔，四段劇情各有不同的語言，本質上是四部不同的電影，他試著不以旁觀者的觀點來穿透四種不同的文化。《通天塔》和《愛情像母狗》及《靈魂的重量》並列為阿利安卓的「死亡三部曲」，他自己則認為這三部電影除了同是運用多線劇情的重疊架構外，唯一的共同點「就在於最終它們都是親子的故事」。

《通天塔》拍攝初期，除了布萊德·彼特和凱特·布蘭琪已經領銜確定外，其他演員都是後來才加入，劇組人員甚至到了摩洛哥才在開拍七天前，向村子裡的回教寺院借用廣播系統，臨場徵選摩洛哥篇的演員。而墨西哥篇則大多啟用《愛情像母狗》合作過的演員。阿利安卓原本希望在日本篇能啟用真正的聽障少女作主角，徵選九個月沒有下文之後，他才決定找菊地凜子出演千惠子這個角色。

為了讓各段劇情都能獨具風格，攝影師羅德里哥·皮亞哥利用各種不同的電影膠卷和格式，將劇中角色的個人情感透過視覺化表現出來，以影像品質的細微差異，諸如顆粒質感、色彩飽和度和背景銳利度，「我們得以強調實質上和精神上處於不同位置時的感受」。藝術指導布里姬·布蘿赫（Brigitte Broch）用各種不同的紅色調為影片上色，摩洛哥是橘紅色，墨西哥是鮮紅色，最後用微微的紫紅色來描繪日本。在剪接方面，《火線交錯》使用超過2500個個別鏡位，有大量影音可供剪輯，大約是4000段左右的影片量。以《斷背山》獲得奧斯卡金像獎最佳配樂的古斯塔沃·桑塔歐拉拉（Gustavo Santaolalla）為本片找到一種既能連結各方文化，又能保持主體性的樂器烏德琴。乌德琴是阿拉伯無琴格樂器，佛朗明哥吉他與墨西哥吉他之母，還散發著日本古箏的音色，正好適合用來串連劇中來自美國、摩洛哥、墨西哥及日本等地的角色劇情，與其它樂器合在一起，交織出本片的音樂錦織。

## 得獎記錄
- 2007年：美國奧斯卡金像獎，最佳配樂
- 2006年：美國電影剪輯協會獎
- 2006年：英国电影学院奖，最佳電影配樂
- 2006年：丹麥影評人獎，最佳美國影片
- 2006年：坎城影展，最佳導演獎
- 2006年：法國坎城影展，人道精神獎
- 2006年：法國坎城影展，優秀技術獎
- 2006年：美國芝加哥影評人協會獎，最佳女配角（菊地凜子）
- 2006年：美國金球獎，最佳劇情類影片
- 2006年：美國哥譚獎，最佳整體演出
- 2006年：美國國家評論獎，最佳突破性演出（菊地凜子）
- 2006年：美國棕櫚泉國際影展，年度導演獎
- 2006年：美國棕櫚泉國際影展，整體演出獎
- 2006年：丹麥勞勃影展，最佳美國影片
- 2006年：美國聖地牙哥影評協會獎，最佳整體演出
- 2006年：美國聖地牙哥影評協會獎，最佳電影配樂
- 2006年：美國舊金山影評協會獎，最佳女配角（亞德莉安·娜巴拉扎）
- 2006年：美國衛星獎，最佳電影配樂

## 外部連結
- 開眼電影網上《火線交錯》的資料（繁體中文）
- 豆瓣电影上《通天塔》的資料 （简体中文）
- 时光网上《通天塔》的資料（简体中文）
- AllMovie上的资料（英文）
- 爛番茄上的資料（英文）
- Box Office Mojo上的資料（英文）
- TCM电影资料库上的资料（英文）
- Metacritic上的資料（英文）
- 互联网电影数据库（IMDb）上的资料（英文）
- 《火線交錯》台灣官方網站 （页面存档备份，存于）（繁體中文）

| 前任： 斷背山 | 金球獎劇情類最佳影片 2006年 | 繼任： 赎罪 |